# Massimiliano Maddaloni
Massimiliano Maddaloni (Napoli, 22 giugno 1966) è un allenatore di calcio ed ex calciatore italiano, di ruolo centrocampista.

## Carriera
Cresce nelle giovanili del Napoli.
Nella stagione 1985-1986 ha giocato in Serie C1 con la maglia del Rimini; ha giocato nella medesima categoria anche nella stagione 1987-1988 (col Catania) e nella stagione 1989-1990 (con la Torres). Nella stagione 1990-1991 vesta la maglia del Cecina in serie C2.
Nella stagione 1991-1992 segna un gol in 30 presenze nel campionato di Serie C1 con il Barletta.
Dal 1992 al 1994 gioca in C2 con il Castel di Sangro.
Chiude la carriera da calciatore nel 1997 a Rimini dopo 3 stagioni in serie C2.

### Allenatore
Nella stagione 2000-2001 ha allenato la Primavera del Viareggio, club di cui nella stagione 2001-2002 ha allenato in due diverse parentesi (chiuse entrambe con un esonero) la prima squadra, nel campionato di Serie C2; nei due anni seguenti allena a livello dilettantistico sulle panchine di Forte dei Marmi e Versilia 98, mentre nella stagione 2004-2005 è nuovamente al Viareggio, dove conquista un terzo posto in classifica nell'Eccellenza Toscana. Nella stagione 2005-2006 guida invece il Cecina, in Serie D raggiungendo i play off. Nella stagione 2008-2009 allena la Primavera della Juventus, con cui vince il Torneo di Viareggio; l'anno seguente è invece vice allenatore della prima squadra bianconera, in Serie A.
Nella stagione 2011-2012 diventa allenatore del Carpi, nel campionato di Lega Pro Prima Divisione, venendo però esonerato dopo 8 giornate (4 vittorie di cui una a tavolino, un pareggio e 3 sconfitte il suo bilancio) in favore di Egidio Notaristefano, che a fine stagione otterrà la promozione in Serie B. Dal 2012 al 2015 lavora come vice al Guangzhou E., club della prima divisione cinese, prima con Marcello Lippi e poi con Fabio Cannavaro; lavora poi come vice anche al Wuhan Zall e nella nazionale maggiore cinese, allenando inoltre per una partita (nel 2017) la nazionale Under-20 e, dal gennaio del 2018, anche la nazionale Under-23, con la quale prende parte alla Coppa d'Asia AFC Under-23 ed ai XVIII Giochi asiatici.
Il 19 marzo 2019 ha ricevuto il premio "Tommaso Maestrelli" alla carriera.
Il 25 ottobre 2021, subentra ad Alberto Gilardino sulla panchina del Siena, militante in Serie C, dove rimane in carica fino al 15 dicembre successivo quando, dopo una serie negativa di risultati, lui ed il suo vice Rampulla vengono esonerati.

## Statistiche

### Presenze e reti nei club
| Stagione        | Squadra         | Campionato      | Campionato | Campionato | Coppa Italia | Coppa Italia | Coppa Italia | Coppe europee | Coppe europee | Coppe europee | Altre coppe | Altre coppe | Altre coppe | Totale | Totale |
| Stagione        | Squadra         | Comp            | Pres       | Reti       | Comp         | Pres         | Reti         | Comp          | Pres          | Reti          | Comp        | Pres        | Reti        | Pres   | Reti   |
| --------------- | --------------- | --------------- | ---------- | ---------- | ------------ | ------------ | ------------ | ------------- | ------------- | ------------- | ----------- | ----------- | ----------- | ------ | ------ |
| 1984-1985       | Napoli          | A               | 0          | 0          | CI           | 0            | 0            |               | -             | -             |             | -           | -           | 0      | 0      |
| 1985-1986       | Rimini          | C1              | ?          | ?          | CI           | 5            | 0            |               | -             | -             |             | -           | -           | 5      | 0      |
| 1987-1988       | Catania         | C1              | ?          | ?          | CI           | 5            | 1            |               | -             | -             |             | -           | -           | 5      | 1      |
| 1989-1990       | Torres          | C1              | ?          | ?          | CI           | 1            | 0            |               | -             | -             |             | -           | -           | 1      | 0      |
| 1991-1992       | Barletta        | C1              | 30         | 1          | CI           | 2            | 0            |               | -             | -             |             | -           | -           | 32     | 1      |
| Totale carriera | Totale carriera | Totale carriera | 30+        | 1+         |              | 13           | 1            |               | -             | -             |             | -           | -           | 43+    | 2+     |

### Statistiche da allenatore
Statistiche aggiornate al 15 dicembre 2021.
| Stagione         | Squadra          | Campionato       | Campionato | Campionato | Campionato | Campionato | Coppe nazionali | Coppe nazionali | Coppe nazionali | Coppe nazionali | Coppe nazionali | Coppe continentali | Coppe continentali | Coppe continentali | Coppe continentali | Coppe continentali | Altre coppe | Altre coppe | Altre coppe | Altre coppe | Altre coppe | Totale | Totale | Totale | Totale | % Vittorie | Piazzamento              |
| Stagione         | Squadra          | Comp             | G          | V          | N          | P          | Comp            | G               | V               | N               | P               | Comp               | G                  | V                  | N                  | P                  | Comp        | G           | V           | N           | P           | G      | V      | N      | P      | %          | Piazzamento              |
| ---------------- | ---------------- | ---------------- | ---------- | ---------- | ---------- | ---------- | --------------- | --------------- | --------------- | --------------- | --------------- | ------------------ | ------------------ | ------------------ | ------------------ | ------------------ | ----------- | ----------- | ----------- | ----------- | ----------- | ------ | ------ | ------ | ------ | ---------- | ------------------------ |
| apr.-giu. 2001   | Viareggio        | C2               | 7+2        | 2+1        | 3          | 2+1        | CI-C            | -               | -               | -               | -               | -                  | -                  | -                  | -                  | -                  | -           | -           | -           | -           | -           | 9      | 3      | 3      | 3      | 33,33      | Sub., 16º                |
| 2001-2002        | Viareggio        | C2               | 30+2       | 7          | 10+1       | 13+1       | CI-C            | 6               | 3               | 0               | 3               | -                  | -                  | -                  | -                  | -                  | -           | -           | -           | -           | -           | 38     | 10     | 11     | 17     | 26,32      | Eson., Sub., 15º (retr.) |
| 2002-2003        | Forte dei Marmi  | Ecc.             | 30         | 10         | 7          | 13         | CI-Ecc.         | ?               | ?               | ?               | ?               | -                  | -                  | -                  | -                  | -                  | -           | -           | -           | -           | -           | 30     | 10     | 7      | 13     | 33,33      | 9º                       |
| 2003-2004        | Versilia 98      | D                | 34         | 10         | 17         | 7          | CI-D            | 2               | 1               | 0               | 1               | -                  | -                  | -                  | -                  | -                  | -           | -           | -           | -           | -           | 36     | 11     | 17     | 8      | 30,56      | 6º                       |
| 2004-2005        | Viareggio        | Ecc.             | 30+6       | 13+1       | 12+4       | 5+1        | CI-Ecc.         | ?               | ?               | ?               | ?               | -                  | -                  | -                  | -                  | -                  | -           | -           | -           | -           | -           | 36     | 14     | 16     | 6      | 38,89      | 3º                       |
| Totale Viareggio | Totale Viareggio | Totale Viareggio | 79         | 24         | 30         | 23         |                 | 6               | 3               | 0               | 3               |                    | -                  | -                  | -                  | -                  |             | -           | -           | -           | -           | 85     | 27     | 30     | 26     | 31,76      |                          |
| 2005-2006        | Cecina           | D                | 24         | 7          | 12         | 5          | CI-D            | 2               | 0               | 1               | 1               | -                  | -                  | -                  | -                  | -                  | -           | -           | -           | -           | -           | 26     | 7      | 13     | 6      | 26,92      | Eson., Sub., 12º         |
| 2006-2007        | Cecina           | D                | 34+1       | 15         | 9+1        | 10         | CI-D            | 2               | 1               | 1               | 0               | -                  | -                  | -                  | -                  | -                  | -           | -           | -           | -           | -           | 37     | 16     | 11     | 10     | 43,24      | 4º                       |
| Totale Cecina    | Totale Cecina    | Totale Cecina    | 59         | 22         | 22         | 15         |                 | 4               | 1               | 2               | 1               |                    | -                  | -                  | -                  | -                  |             | -           | -           | -           | -           | 63     | 23     | 24     | 16     | 36,51      |                          |
| lug.-ott. 2011   | Carpi            | 1D               | 7          | 3          | 1          | 3          | CI-LP           | -               | -               | -               | -               | -                  | -                  | -                  | -                  | -                  | -           | -           | -           | -           | -           | 7      | 3      | 1      | 3      | 42,86      | Eson.                    |
| ott.-dic. 2021   | Siena            | C                | 7          | 2          | 0          | 5          | CI-C            | -               | -               | -               | -               | -                  | -                  | -                  | -                  | -                  | -           | -           | -           | -           | -           | 7      | 2      | 0      | 5      | 28,57      | Sub., Eson.              |
| Totale carriera  | Totale carriera  | Totale carriera  | 214        | 71         | 77         | 66         |                 | 12              | 5               | 2               | 5               |                    | -                  | -                  | -                  | -                  |             | -           | -           | -           | -           | 226    | 76     | 79     | 71     | 33,63      |                          |

## Palmarès

### Allenatore

#### Competizioni giovanili
- Torneo di Viareggio: 1

Juventus: 2009